# Opel Agila
Opel Agila — городской автомобиль, выпускавшийся маркой Opel. Самый маленький автомобиль в линейке. Сейчас заменён моделью Karl.

## Opel Agila A
Модель основана на прототипе 1999 года Concept-A.
Запуск серийного производства автомобиля состоялся в августе 2000 года. Автомобиль был построен в Гливице, Польша на платформе Suzuki Wagon R+. Как и все Opel, Agila производился в Великобритании как Vauxhall. По классу автомобиль причисляется к городским автомобилям, но по своим большим габаритам больше напоминает компактвэн. Автомобиль оснащался трёхцилиндровым двигателем объёмом 1 литр (58-60 л. с.) и 1,2-литровой «четверкой», развивающей 75-80 л. с.
Также существует версия Njoy. Она отличается тем, что окрашена в два цвета. Также у неё убраны боковые окна багажника.
В августе 2003 года Agila получил хромированную решетку радиатора.

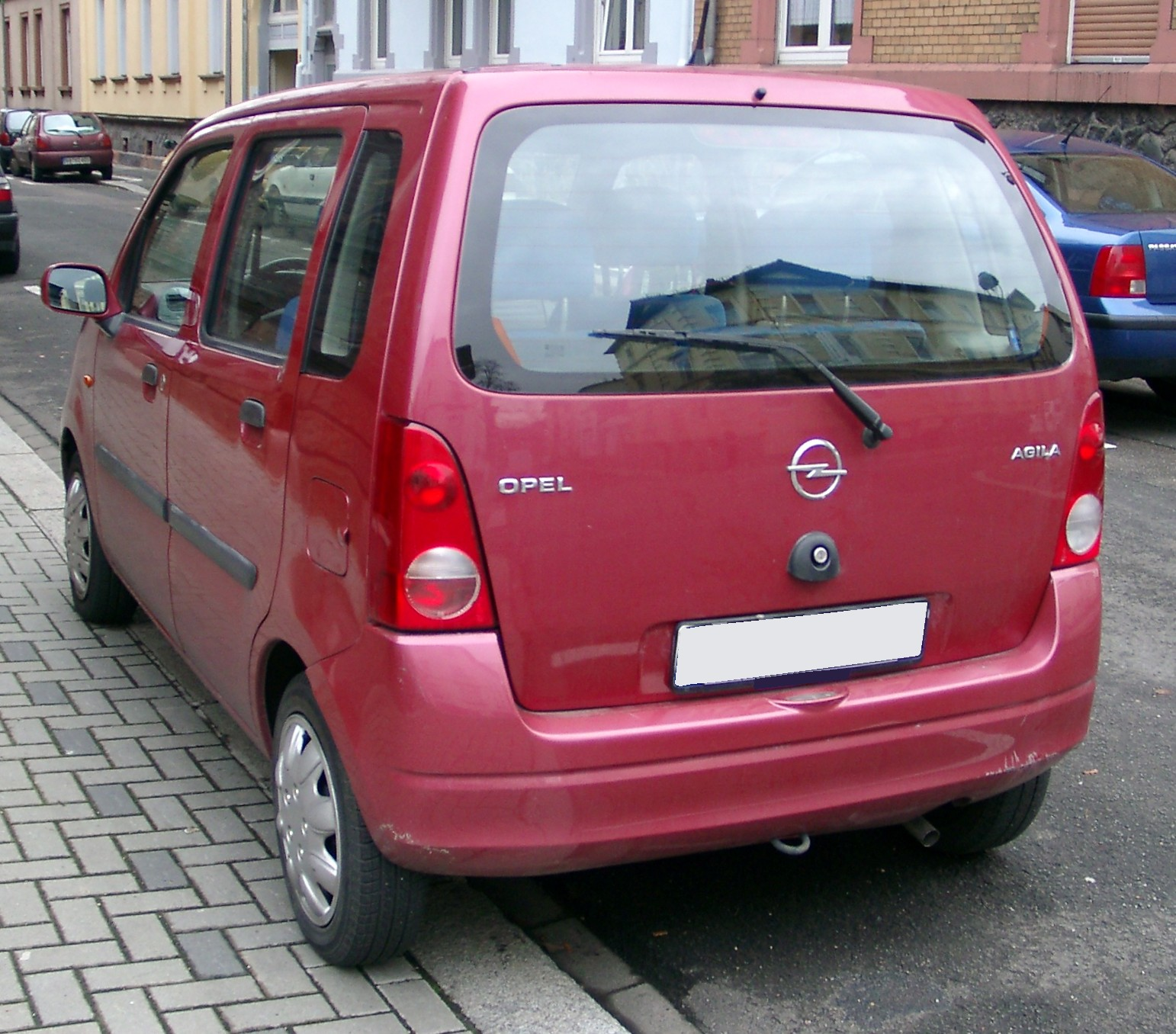
Agila A сзади
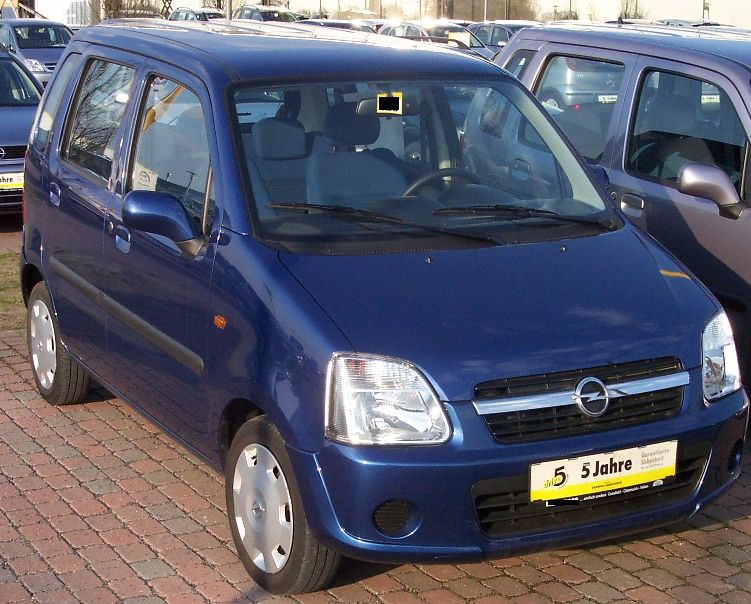
Opel Agila A (2003—2007)
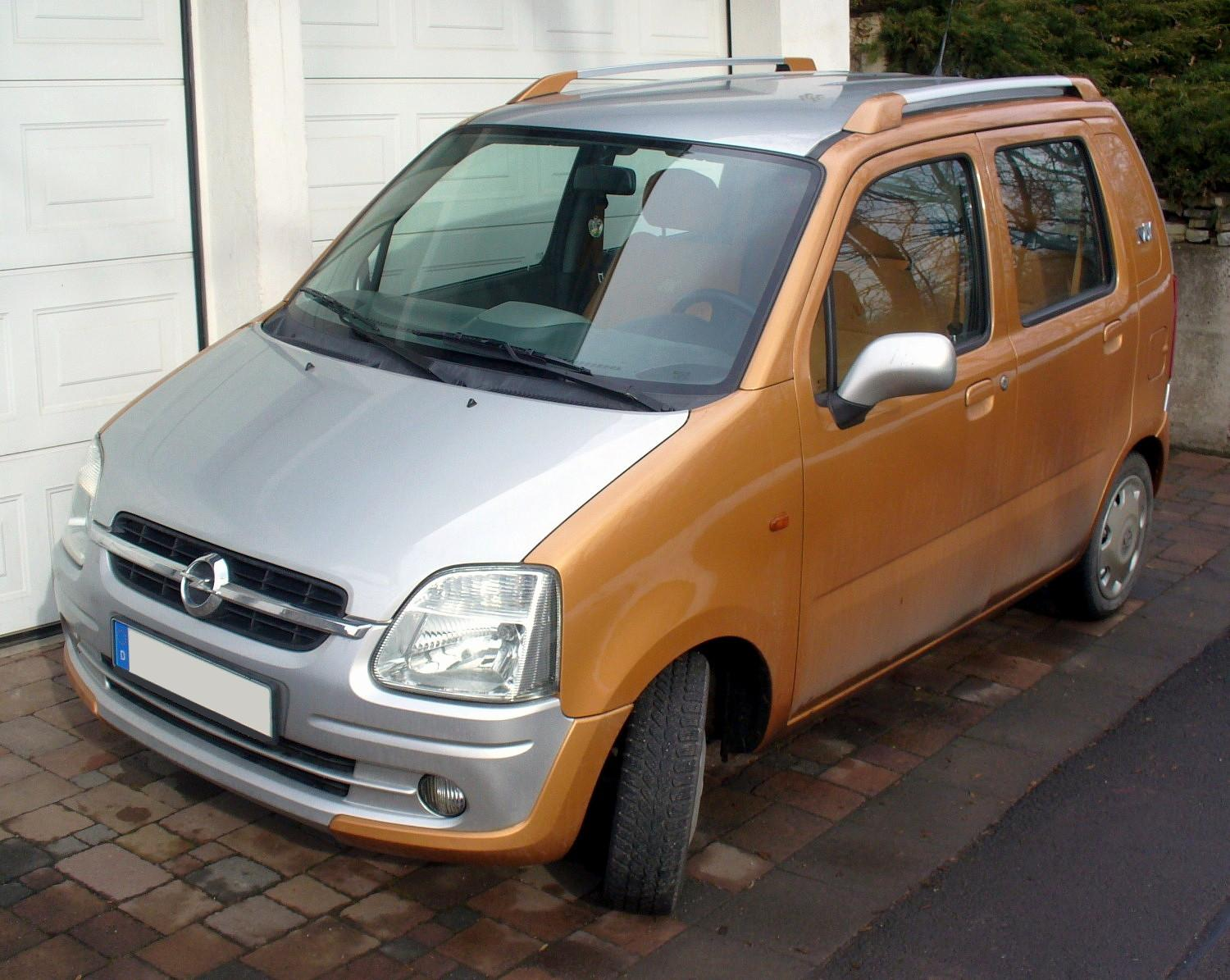
Opel Agila A Njoy

### Двигатели
| Модель                       | 1.0               | 1.0                   | 1.2               | 1.2                   | 1.3 CDTI          | 1.9 CDTI       |
|                              | Бензиновые        | Бензиновые            | Бензиновые        | Бензиновые            | Дизельные         |                |
| Наименование двигателя       | Ecotec (12V)      | Twinport Ecotec (12V) | Ecotec (16V)      | Twinport Ecotec (16V) | CDTI Ecotec (16V) | CDTI F9Q (16V) |
| Объём (см3)                  | 973               | 998                   | 1199              | 1229                  | 1248              | 1348           |
| Цилиндры                     | 3                 | 3                     | 4                 | 4                     | 4                 | 5              |
| Мощность                     | 43 кВт (58 л. с.) | 44 кВт (60 л. с.)     | 55 кВт (75 л. с.) | 59 кВт (80 л. с.)     | 51 кВт (70 л. с.) | 3              |
| Потребление (л/100 км)       | 6,3 S             | 5,8 S                 | 6,5 S             | 6,0 S                 | 4,9 D             | 3,9 D          |
| Максимальная скорость (км/ч) | 143               | 145                   | 155               | 161                   | 153               | 138            |
| Разгон 0—100 км/ч секунд     | 18,0              | 17,7                  | 13,5              | 13,2                  | 15,0              | 3.50           |
| Годы производства            | 2000—2003         | 2004—2007             | 2000—2004         | 2005—2007             | 2003—2007         | 2003—2008      |

## Opel Agila B

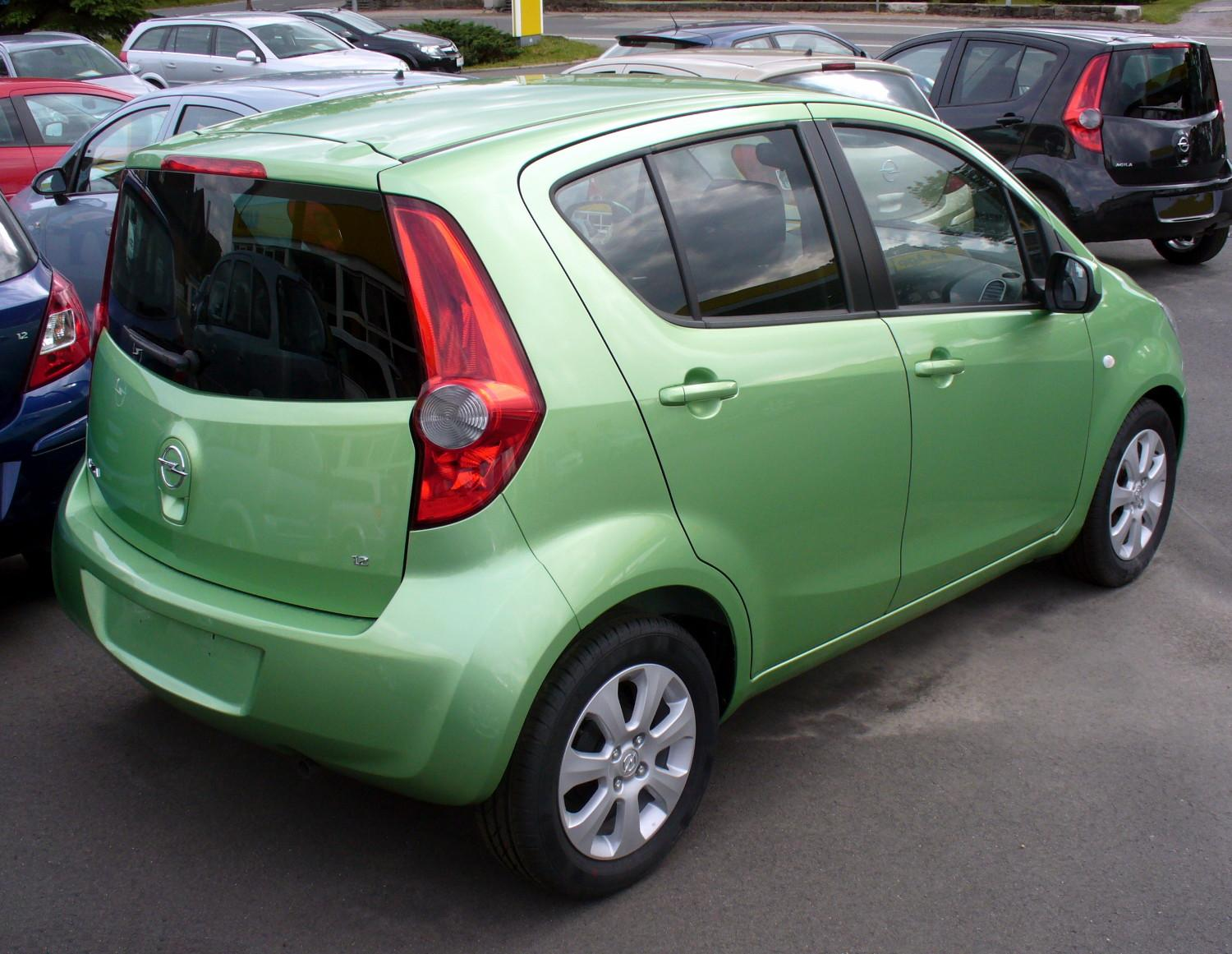
Agila B сзади

Автомобиль был впервые представлен в 2007 году на автосалоне во Франкфурте. Продажи стартовали в апреле 2008 года. Как и предыдущая модель, Agila B создана в кооперации с Suzuki. Автомобиль был произведён в Эстергом, Венгрия.
Автомобиль стал на 20 см длиннее, на 6 см шире и на 7 см ниже своего предшественника. Объём багажника составляет 225 л (можно поместить коляску), но если сложить задние сиденья, объём увеличивается до 1050 л.

### Безопасность
Даже в стандартной комплектации Agila имеет ABS. Имеются передние и боковые подушки безопасности. В более дорогих комплектациях имеется также ESC.
| Euro NCAP                                                  | Euro NCAP | Euro NCAP | Euro NCAP |
| ---------------------------------------------------------- | --------- | --------- | --------- |
| Рейтинги                                                   | Пассажир  |           | 30        |
| Рейтинги                                                   | Ребёнок   |           | 32        |
| Рейтинги                                                   | Пешеход   |           | 19        |
| Протестированная модель: Suzuki Splash 1.2 GLS, LHD (2008) |           |           |           |

### Двигатели
|                                         | 1.0 ecoFlex                                                         | 1.2                                                                 | 1.3 CDTI ecoFlex                                                    |                                     |
| --------------------------------------- | ------------------------------------------------------------------- | ------------------------------------------------------------------- | ------------------------------------------------------------------- | ----------------------------------- |
| Двигатели:                              | Рядный трёхцилиндровый двигатель                                    | Рядный четырёхцилиндровый двигатель                                 | Рядный четырёхцилиндровый двигатель                                 | Рядный четырёхцилиндровый двигатель |
| Клапаны:                                | 12                                                                  | 16                                                                  | 16                                                                  |                                     |
| Объём:                                  | 996 см³                                                             | 1242 см³                                                            | 1248 см³                                                            |                                     |
| Мощность при 1/мин:                     | 48 кВт (65 л. с.) 6000                                              | 63 кВт (86 л. с.) 5500                                              | 55 кВт (75 л. с.) 4000                                              |                                     |
| Максимальный крутящий момент при 1/мин: | 90 Н·м 4800                                                         | 114 Н·м 4400                                                        | 190 Н·м 1750                                                        |                                     |
| КПП:                                    | 5-скоростная механическая 1.2 возможна 4-ступенчатая автоматическая | 5-скоростная механическая 1.2 возможна 4-ступенчатая автоматическая | 5-скоростная механическая 1.2 возможна 4-ступенчатая автоматическая |                                     |
| Максимальная скорость:                  | 160 км/ч                                                            | 175 км/ч 170 км/ч (АКПП)                                            | 165 км/ч                                                            |                                     |
| 0—100 км/ч:                             | 14,7 с                                                              | 12,3 с 14,8 с (АКПП)                                                | 13,9 с                                                              |                                     |
| Потребление л/100 км:                   | 5,0                                                                 | 5,5 5,9 (АКПП)                                                      | 4,5                                                                 |                                     |
| CO2 выхлоп в г/км:                      | 120                                                                 | 131 142 (АКПП)                                                      | 120                                                                 |                                     |